# Damata longipennis
Damata longipennis là một loài bướm đêm thuộc họ Notodontidae. Nó được tìm thấy ở south-Đông Á, bao gồm Ấn Độ và Thái Lan.

## Phụ loài
- Damata longipennis longipennis
- Damata longipennis formosicola
- ?Damata longipennis japona
- Damata longipennis Vân Namensis (Vân Nam)